# Potamochoeroides
Potamochoeroides — вимерлий рід парнопалих, що існував у пліоцені в Південній Африці.